# 경마장 (드라마)
《경마장》(중국어 간체자: 跑马场, 정체자: 跑馬場, 병음: Pǎo mǎ chǎng 파오마창[*])은 중국의 드라마이다.

## 등장 인물
- 장나라 - 아키코 역
- 주호성 - 미츠노 역